# انا روستوا
انا روستوا (روسی: Анна Николаевна Ростова؛ زادهٔ ۱۷ دسامبر ۱۹۵۰) بازیکن والیبال اهل اتحاد جماهیر شوروی سوسیالیستی است.